# Komnena Nemanjić
Komnena Nemanjić (srpski Komnina Nemanjić/Комнина Немањић; grčki Κομνηνή Νεμάνια) bila je princeza Srbije iz loze Nemanjić. Bila je i vojvotkinja kao žena Dimitrija Progonija, koji je bio megas archon Kruje. Poslije je bila supruga Grgura Kamone, vladara Elbasana.
Bila je kći kneza i kralja Srbije Stefana Nemanjića te unuka Stefana Nemanje. Također, bila je kći kneginje iz Grčke, princeze Eudokije Anđeline. Bila je i sestrična kraljice Hrvatske Marije i gospe Teodore, kćeri princeze Irene Anđeline.
Komnenino je ime izvedeno iz prezimena slavne grčke dinastije; doslovno znači „ženski Komnen“. Njezino obiteljsko ime (prezime) znači „Nemanjino dijete“.
Njen je brat bio sveti Sava II.
Udala se za Dimitrija 1208. godine. On je umro 1215. te je Komnena zavladala sama Krujom jer nije imala djece sa svojim mužem.
Komnena se zatim udala za plemića grčkog podrijetla, Grgura, koji je zavladao potom Krujom. To je učvrstilo savez Srbije i Kruje.
Njezina je kći s Grgurom bila žena Golema od Kruje.